# Вавунія (округ)
Вавунія (синг. වවුනියා දිස්ත්රික්කය, там. வவுனியா மாவட்டம) — один з 25 округів Шрі-Ланки. Входить до складу Північної провінції країни. Адміністративний центр — місто Вавунія.
Площа округу становить 1967 км². В адміністративному відношенні поділяється на 4 підрозділи.
Населення за даними перепису 2012 року становить 171 511 чоловік. 82,37% населення складають ланкійські таміли; 10,02% — сингали; 6,82% — ларакалла; 0,75% — індійські таміли і 0,03% — інші етнічні групи. 69,55% населення сповідують індуїзм; 13,31% — християнство; 9,73% — буддизм і 7,20% — іслам.

## Історія
Між V ст. до н. е. та 13 ст. н. е. нинішній район Вавунія знаходився у складі держави Раджарата. Після цього в окрузі панували ванніарські вожді, які сплачували данину передколоніальному королівству Джафна. В XVI ст. регіон перейшов під португальський, а пізніше під голландський та британський контроль. Після британської окупації регіон, який тоді мав назву Ванні, знаходився під тамільським адмініструванням. У 1833 р. округ Ванні разом із округами Джафна та Маннар утворили нову Північну провінцію. Пізніше Ванні був перейменований на округ Муллайтіву, а потім отримав сучасну назву Вавунія. У вересні 1978 року із північної частини округу Вавунія був виділений окремий округ Муллайтіву.
Під час громадянської війни частина району Вавунія протягом багатьох років перебувала під контролем повстанців LTTE і була звільнена SLA у 2008 році.
Вавунія розташована посередині регіону Ванні та є воротами до Північної провінції, де люди швидко можуть дістатися до всіх північних міст.